# Aeroportul Saskylakh
Aeroportul Saskylakh (IATA: SYS, ICAO: UERS) este un aeroport din Iacutia, Rusia ce deservește zona Saskîlah⁠(d). Aeroportul a fost tranzitat în 2017 de 13.704 pasageri. A fost numit după zona deservită.
aeroportul dispune de o singură pistă.